# Gerhard Hafner (Jurist)
Gerhard Hafner (* 3. August 1943 in Wien) ist ein österreichischer Jurist. Er wirkte von 1990 bis 2008 als Professor für Völkerrecht an der Universität Wien und war von 1997 bis 2001 Mitglied der Völkerrechtskommission der Vereinten Nationen. Darüber hinaus fungierte er als Leiter der Abteilung für allgemeines Völkerrecht im österreichischen Außenministerium, für das er darüber hinaus als Rechtsberater tätig war. Er gehört seit 2007 dem Institut de Droit international an.

## Leben
Gerhard Hafner wurde 1943 in Wien geboren und studierte von 1961 bis 1965 Rechtswissenschaften an der Universität seiner Heimatstadt, an der er 1966 auch promovierte, sowie in Luxemburg, Paris und an der Akademie für Völkerrecht in Den Haag. In den Jahren 1967/1968 widmete er sich weiteren Studien, insbesondere zur sowjetischen Völkerrechtskonzeption, an der Lomonossow-Universität in Moskau.
Ab 1970 war er als Assistent sowie nach seiner Habilitation im Jahr 1983 im Fach „Völkerrecht und internationales Wirtschaftsrecht“ als Dozent in der Abteilung für Völkerrecht und Internationale Beziehungen der juristischen Fakultät der Universität Wien tätig. Außerdem war er zwischen 1971 und 1995 mehrfach an das Völkerrechtsbüro des österreichischen Außenministeriums abgestellt, in dem er 1983 das Referat für internationales Wirtschaftsrecht sowie von 1993 bis 1995 die Abteilung für allgemeines Völkerrecht leitete. Seit 2004 fungiert er als Rechtsberater des Ministeriums. Außerdem vertrat er sein Heimatland wiederholt bei internationalen Organisationen und Konferenzen. So war er von 1997 bis 2001 Mitglied sowie 2001 Vizepräsident der Völkerrechtskommission der Vereinten Nationen. Dem Ständigen Schiedshof in Den Haag gehört er seit 2002 an.
Seit 1980 ist Gerhard Hafner Professor an der Diplomatischen Akademie Wien. Von 1990 bis 2008 war er außerdem Professor für Völkerrecht an der Universität Wien, an der er von 2005 bis 2007 als Vorstand des Instituts für Europarecht, Internationales Recht und Rechtsvergleichung fungierte. Darüber hinaus wirkte er als Gastprofessor an verschiedenen Hochschulen im Ausland, so an der Comenius-Universität Bratislava, an der Stanford University, an der Universität Paris II und an der Universität Pierre Mendès-France Grenoble II. Seit 2006 ist er außerdem Professor an der Hochschule für Rechtswissenschaft Bratislava. Im Jahr 2008 unterrichtete er an der Haager Akademie für Völkerrecht.
Gerhard Hafner ist seit 1971 verheiratet und Vater von zwei Söhnen.

## Auszeichnungen
Gerhard Hafner ist seit 2007 Vollmitglied des Institut de Droit international, dem er zuvor bereits seit 2001 als assoziiertes Mitglied angehörte. Darüber hinaus ist er Träger des Goldenen Ehrenzeichens für Verdienste um die Republik Österreich und des Bundes-Ehrenzeichens sowie Ritter (Chevalier) des französischen Ordre des Palmes Académiques.

## Werke (Auswahl)
- Die seerechtliche Verteilung von Nutzungsrechten: Rechte der Binnenstaaten in der ausschließlichen Wirtschaftszone. Wien 1986
- Europarecht. Wien 1989 (sechste Auflage 2008)
- Staatensukzession und Schuldenübernahme beim „Zerfall“ der Sowjetunion. Wien 1995 (als Mitautor)
- Handbuch des Seerechts. München 2006 (als Bearbeiter)
- Schutz und Durchsetzung der Rechte nationaler Minderheiten. Klagenfurt, Ljubljana und Wien 2008 (als Herausgeber)